# 흥안군 (1598년)
흥안군 이제(興安君 李瑅, 1598년 ~ 1624년 4월 3일(음력 2월 16일))는 조선의 왕족으로, 선조의 10남이자 서10이며 생모는 온빈 한씨이다. 이괄의 난 당시 괴뢰 군주로 추대되었으나 3일만에 이괄군이 패배하면서 붙잡혀 군기시 앞에서 처형되었다. 고종 때 복권되어 효희(孝僖)의 시호가 내려졌다가 1900년 취소되었다.

## 생애

### 탄생과 왕자 시절
1598년(선조 31년), 선조(宣祖)의 10번째 서자이자, 온빈 한씨(溫嬪 韓氏)의 3남 1녀중 장남으로 태어났다. 성품이 활달호협했으며, 흥안군(興安君)에 봉작받았다. 부인으로는 청주군부인 한씨(淸州郡夫人 韓氏)와 파평군부인 윤씨(坡平郡夫人 尹氏)가 있다.
1607년(선조 40년) 3월 4일 진사 한인급(韓仁及)의 딸과 혼인이 정해졌다.
1614년(광해군 6년) 8월 27일, 위성원종공신 1등(衛聖原從功臣)에 책록되었다.
1616년(광해군 8년) 5월 20일 종실을 거느리고, 휘호 올리기를 청하였으나 광해군이 답하길, "이미 하유하였으니 번거롭게 하지 말라."하였다.
1617년(광해군 9년) 5월 17일, 인왕산 아래에 새로 정한 인경궁(仁慶宮)을 영건할 때 광해군이 전교하길 "아직도 흥안군 집의 빈 터가 몹시 넓으니, 전각(殿閣)을 두세 곳에 조성하는 것이 어떻겠는가? 도감에서 다시금 잘 조처하라."하였다.
이해 11월 25일 인목왕후 폐비 문제에 대한 상소로 논의하였는데 대부분 왕자와 종실은 인목왕후를 폐할 것을 주장하였는데 흥안군이 의논드리길, "유생들의 상소가 잇달아 올라오고 서민들도 모두 다같은 의견을 제기하였으니, 이는 온 나라의 공통된 대론인 것입니다. 그런데 왕실의 지친으로서 역적을 토벌하는 대의에 대하여 어찌 다른 의견이 있겠습니까." 하였다.
1622년(광해군 14년) 6월 20일 이복 형 인성군과 흥안군이 동복 동생 경평군과 함께 묶여 비난받자 억울함을 아뢰길, "신들은 둘 다 지극히 어리석고 용렬한 사람인데 왕실과 가장 가까운 친척 자리를 차지하고 있으므로 항상 복이 지나쳐 재앙이 생길까 두려워하면서 조심조심 지내고 있습니다. 그런데 조정에서 대우하는 것이 노예만도 못하니, 어찌 감히 입을 열겠습니까. 삼가 오늘 경평군을 논계한 글을 보니 미안하기 짝이 없습니다. 경평군이 태어나서 겨우 9살 되던 해에 선왕께서 세상을 떠나셨습니다. 그가 비록 아름다운 바탕을 타고났다 하더라도 나라에서 가르치고 깨우쳐 주지 못했으니, 어떻게 지극한 도리를 듣고 기질을 변화시킬 수 있었겠습니까. 때문에 예사롭게 처리할 일에 있어서도 으레 패려하고 망령된 일이 많습니다. 이번에 논핵당한 일을 볼 때 저지른 일이 사실이라면 진실로 만 번 죽어 마땅합니다. 그러나 ‘숱한 왕자들’이라고 범범하게 일컬었으니 말을 만드는 사이에 은연중 불측한 뜻이 있습니다. 이륵이 만일 잘못을 저지른 일이 있다면 쫓아내도 좋고 형벌에 처해도 좋고 죽여도 좋은데, 하필이면 ‘숱한 왕자들’이라고 범범하게 말하는 것입니까. 이것은 모두 신들이 가볍게 보인 소치이니, 〈아울러〉 신들의 직임을 삭탈하라 명하여 숱한 죄를 징계하소서."하니, 안심하고 사직하지 말라고 답하였다.

### 이괄의 난과 처형
1624년서인 사이의 반목으로 일어난 이괄의 난이 일어나자 이들과 내통했다는 설이 있어 대신들이 그를 남쪽에 위리안치(圍籬安置)하자고 청했으나, 능양군은 허락하지 않고 공주로 피란할 때 같이 가던 중 도망하여 이괄의 진영에 들어갔다. 반란군이 도성에 입성하자, 왕으로 추대되어 논공행상을 하였으나 이괄이 관군의 승전으로 패하자 소천(昭川)으로 내려가 숨어 있다가 현감 안사성(安士誠)에게 붙잡혀 도성으로 압송된 뒤 도원수 심기원과 신경진이 장만과 상의하여 국청도 없이 창덕궁 돈화문에서 목매어 죽였다. 능양군은 도성으로 돌아온 후 도원수 심기원 일파가 자기 허락도 없이 왕자를 살해하였다고 하여 하옥시켰다.

### 사후
묘소는 경기도 시흥군 안양읍 이동리 신촌 손좌(巽坐)로 예장하였다. 현재 경기도 안양시 평촌동에 해당되며, 1989년 평촌동 도시개발로 묘소는 실전되었다. 평촌동에 흥안대로(興安路)라는 지명이 남아있다.

### 복권
1871년(고종 8년) 3월 16일 시호는 자혜애친(慈惠愛親)을 “자비롭고 은혜롭게 어버이를 사랑한다.”를 효(孝)라고 하고, 소심공신(小心恭愼)을 “마음이 조심스럽고 정중하며 신중하다.”를 희(僖)라 하여 효희(孝僖)에 추증하였다.
1872년(고종 9년) 12월 2일 선조의 7남이자 이복형 인성군 이공의 5남 해양군 이희(海陽君 李僖)을 후사로 정했다가 이해 12월 12일 다시 유학(幼學) 이휘소(李暉沼)에게 봉사(奉祀)하게 하였다.
1873년(고종 10년) 2월 22일에는 흥안군 내외의 사판(祠版)에 종신(宗臣)을 보내어 치제(致祭)하게 하였다.
1900년(광무 4년) 5월 10일 종정원 경(宗正院卿) 완순군의 상소로 작호와 시호 및 계후를 거두었다. 완순군이 아뢰길, "흥안군 이제의 사적(事蹟)은 역사책에 명백히 실려 있으므로 새삼스럽게 논하지 않더라도 임신년(1872년)에 족보를 수정할 때 작위와 시호(諡號)를 주고 계후(繼後)를 세운 것은 나라의 체통으로 따져 볼 때 떳떳한 법에 어긋나므로 이제는 모두 시행하지 말고 《선원보략(璿源譜略)》을 개정하는 것이 사의(事宜)에 합당할 듯합니다. 그러나 이것은 이미 베푼 은전(恩典)과 관련되는 문제이므로 신이 함부로 처리할 수 없으니, 삼가 성상의 재결(裁決)을 기다립니다."하니, 제칙(制勅)을 내리길, "아뢴 대로 시행하라."하였다. 또 아뢰기를, "임신년의 《선원보략》 중에서 계후가 문란하게 된 것은 이미 보고하고 재결을 받아서 바로잡았으니 군(君)으로 봉한 작호를 이어받은 것도 자연히 거론하지 않는 것이 어떻겠습니까?"하니, 윤허하였다.

## 가족 관계
- 아버지 : 선조(宣祖, 1552 ~ 1608)
- 어머니 : 온빈 한씨(溫嬪 韓氏, 1581 ~ 1664)
  - 동생: 경평군 늑(慶平君 玏, 1600 ~ 1673)
  - 동생: 정화옹주(貞和翁主, 1604 ~ 1667)
  - 동생: 영성군 계(寧城君 㻑, 1605 ~ 1649)
- 부인: 청주군부인 청주 한씨 한애일(淸州郡夫人 淸州 韓氏 韓愛日)[1]
- 부인: 군부인 파평 윤씨(坡平郡夫人 坡平 尹氏)[2]

## 관련 작품

### TV 드라마
- 《화정》 (2015, MBC, 배우: 유장영)

## 같이 보기
- 이괄
- 기자헌
- 이괄의 난
- 인조반정